# 10-cm-Marinekanone Škoda K10
Die 10-cm-Marinekanone Škoda K10, später 10-cm-Marinekanone Škoda K11, war ein Schiffsgeschütz der österreich-ungarischen Marine, welches im Ersten Weltkrieg zum Einsatz kam.

## Entwicklung
Die Ursprünge der 10-cm-Marinekanone Škoda K10 lagen in der 1907 von Škoda in Pilsen entwickelten von 10-cm-Marinekanone. Intern erhielt sie die Bezeichnung K07, welcher aber nicht offiziell eingeführt wurde. Da sich die Produktion der Marinekanone bis ins Jahr 1910 verzögerte, erhielt sie ab dem Zeitpunkt der Serienfertigung die offizielle Bezeichnung 10-cm-Marinekanone Škoda K10.

## Technische Beschreibung

### K10
Die 10-cm-Marinekanone Škoda K10 hatte einen Höhenrichtbereich von −4 bis +18 Winkelgrad. Sie wog mit der Lafette 2,02 Tonnen und hatte eine Reichweite von maximal 16,9 Kilometer. Als Munition wurden 13,75 Kilogramm schwere Sprenggeschosse verschossen.

### K11
Im Jahr 1911 wurden einige kleinere Verbesserungen durchgeführt. Bei der neuen Version der Marinekanone wurde eine neue Lafette genutzt, bei welcher die Drehgeschwindigkeit erhöht und eine verbesserte Höhenrichteinrichtung eingebaut wurde. Die Leistungswerte blieben identisch zur K10.

## Einsatz

### Österreich-Ungarn
Die 10-cm-Marinekanone Škoda K10 wurde hauptsächlich in den Schlachtschiffen der Radetzky-Klasse verbaut. Pro Schlachtschiff wurden 20 dieser Geschütze als Sekundärbewaffnung in speziellen Kasematten auf Einzellafetten montiert. Die nachfolgenden Geschütze vom Typ 10-cm-Marinekanone Škoda K11 wurden auf den Rapidkreuzern und den Zerstörern der Tátra-Klasse in speziellen, flachwinkeligen Einzelgeschütztürmen verbaut.

### Königreich Italien

#### K10 / K11
Nach der Kapitulation von Österreich-Ungarn wurden die Schlachtschiffe Radetzky, Erzherzog Franz Ferdinand und Zrinyi an das Königreich Italien übergeben. Zwischen 1920 und 1926 wurden die Schiffe abgewrackt, die Bewaffnung jedoch größtenteils behalten und weiter eingesetzt. 1922 wurde der Rapidkreuzer Admiral Spaun von Großbritannien an ein italienisches Unternehmen verkauft und ebenfalls verschrottet. In Italien liefen die Geschütze unter der Bezeichnung Cannone da 100/47.
Während des Ersten Weltkrieges erwiesen sich die Rapidkreuzer und Tátra-Zerstörer als ideale Schiffe für den Einsatz in der Adria. Aus diesem Grund wurden die Zerstörer Triglav II, Lika II und Uzsok in Italien als Fasana-Klasse weiter genutzt. Zu einem Einsatz kamen sie jedoch kaum und wurden 1929 zu Torpedobooten umgebaut und 1936 abgewrackt. 1937 wurden die letzten K10 und K11 an Land gebracht und der Küstenartillerie als Küstengeschütz zugeteilt. Als 1939 der Zweite Weltkrieg ausbracht, waren noch 41 Marinekanonen im Einsatz.

#### OTO 100/47
Die Marinekanonen wurden von Italien sehr wohlwollend angenommen und die Leistungsmerkmale waren beeindruckend. Aus diesem Grund bestellte 1924 die italienische Firma Odero-Terni-Orlando (später Oto Melara) eine dieser Marinekanonen. Nach einer eingehenden Inspektion und Begutachtung, begann die Firma eigene, recht ähnliche Marinekanonen zu bauen. Diese liefen unter dem Namen OTO/Ansaldo 100/47 und wurden mit verschiedenen Modifikationen immer wieder verbessert und auf verschiedenen Schiffstypen eingesetzt.